# LUNATIC NIGHT
『LUNATIC NIGHT』（ルナティックナイト）は、美衣暁による日本の成人向け漫画作品。およびそれを原作としたアダルトアニメである。

## 登場人物
神崎（かんざき）
主人公。古代のアトランティス人の転生体。肉体が損傷しサイボーグに改造される。
睦月英知（むつき えいち）
謎の人物。神埼を利用し神になろうとする。顔は仮面をつけている。
獣神 ロデム
下僕の一人。四脚形態に変身可能。睦月に洗脳されている。
鳥神 ロプロス
下僕の一人。翼竜形態に変身可能。口から超音波を出せる。
海神 ポセイドン
下僕の一人。スーパーコンピュータから醤油チュルチュルまであらゆるメカを使いこなす。自身に戦闘力はないが、巨大ロボット・ポセイドンロボを操縦。人の話を聞かず事態をより悪化させる。
V号
睦月が超時空機動戦闘無敵要塞土器V-3号と共に作った人造生命。空気中の元素を固定する装置で武器や形態のコピーが可能。電池を逆にすると性格が変わる。
コンピュータ
バベルの塔のスーパーコンピューター。

## 書誌情報
1. 1992年10月12日発売 ISBN 4-89613-202-5
2. 1993年5月1日発売 ISBN 4-89613-213-0
3. 1994年3月10日発売 ISBN 4-89613-228-9

## アダルトアニメ
パロディ要素が強めの18禁OVAで、ナックの手掛けた最後のアニメ作品である。作中で『アラレちゃん』、『ドラゴンボール』や『美少女戦士セーラームーン』を模している部分が出ている。

### 声の出演
- 神崎 - 大塚昌美
- クアール - 神田直子
- カルラ - 中野里子
- ネプチューン - 平井友子
- 睦月 - 上野賢一
- V号 - 大久保純江

第一話のみ登場
- CP - 川口靖紀
- 副司令官 - 市川英治
- 船員 - 大森和信

第二話のみ登場
- エステル - 川井絵里香
- 側近A - 金沢淳
- 側近B - 山崎美華

第三話のみ登場
- 少年ペンギン - 川井絵里香
- 長老ペンギン - 山田博
- セーラーA - 浅乃圭子
- セーラーB - 河田美保
- セーラーC - 加藤有子
- セーラーD - 中原弓子
- セーラーE - 花井利津子

### スタッフ
- 企画 - 西野聖市
- プロデューサー - 長谷川繁幸、西野範子
- 原作 - 美衣暁（MDコミックス）
- 脚本 - 西山真次[1・2]、海王覇瑠迦[1-3]
- 監督 - 白河冬三[1・3]、木暮輝夫[2]
- 絵コンテ・演出 - 北川太一[1・3]、保谷次郎[2]
- 美術監督 - 長尾仁
- 撮影監督 - 森口洋輔
- 音響監督 - 田中英行
- 音楽 - 菊池雅邦[1・2]
- キャラクターデザイン・作画監督 - 応井鬼人丸[1・2]
- 作画監督 - 大田一浪[3]
- 色彩設定 - 野原道子
- 色指定 - 小幡幸晴[3]
- 特殊効果 - 木村昌弘
- 編集 - 神谷編集室、神谷信武
- タイトル - マキ・プロ
- 制作進行 - 竹原範子[1]、沈剛[1]、張麗娜[1]、西埜紀胡[2]、西埜範湖[3]
- 制作事務 - 望月英代
- 現像 - 東映化学[1・3]、IMAGICA[2]
- 製作協力 - 株式会社メディアックス
- 製作 - ナック映画

### リリースデータ
1. 1996年9月21日発売 VHS:YNGV-753/LD:YNG-503
2. 1997年5月21日発売 VHS:CC97-1004/LD:SHLA-1013
3. 1997年9月26日発売 VHS:CC97-1015/LD:SHLA-1015